# Aeromys thomasi
Aeromys thomasi — вид гризунів родини Sciuridae. Це один із двох видів роду Aeromys. Ареал охоплює о. Борнео і такі країни: Бруней, Індонезія, Малайзія. Зареєстрований на висотах до 1600 метрів. З'являється частіше у високому зрілому суцільному лісі й рідше у вторинних лісах і узліссях. Це нічний вид, який харчується переважно фруктами.

## Морфологічні особливості
Самиці досягають довжини голови й тулуба 343,3 мм, довжини хвоста 410 мм і ваги 1117 г. Довжина голови й тулуба самців становила 300 мм, а хвіст — 370 мм. Цей вид більший за свого найближчого родича, Aeromys tephromelas, але подібного кольору. Колір хутра однотонний темно-коричневий або чорний.